# Южный (Крымский район)
Ю́жный — посёлок в Крымском районе Краснодарского края.
Административный центр Южного сельского поселения.

## Население
| 2002 | 2010  |
| ---- | ----- |
| 838  | ↗1020 |

## Улицы
| - ул. Весёлая, - ул. Водников, - ул. Молодёжная, - ул. Набережная, - ул. Новая, - ул. Привольная, | - ул. Садовая, - ул. Северная, - ул. Сиреневая, - ул. Центральная, - ул. Широкая, - ул. Шоссейная, | - пер. Больничный, - пер. Новый, - пер. Почтовый, - пер. Садовый, - пер. Стадионный. |